# Сервий Корнелий Лентул (эдил)
Сервий Корнелий Лентул (лат. Servius Cornelius Lentulus; III век до н. э.) — римский политический деятель и военачальник из патрицианского рода Корнелиев. В 207 году до н. э. занимал должность курульного эдила. В 205 году до н. э. Сервий был военным трибуном в Испании, под началом своего сородича Луция Корнелия Лентула; известно, что он командовал конницей в большом сражении с восставшими испанцами. В каком родстве состояли эти два нобиля, неясно, но немецкий антиковед Фридрих Мюнцер полагает, что оно не было близким.